# Martin Stephenson & the Daintees
I Martin Stephenson & the Daintees sono un gruppo musicale folk, fondato da Martin Stephenson a Sunderland nel 1982.

## Discografia

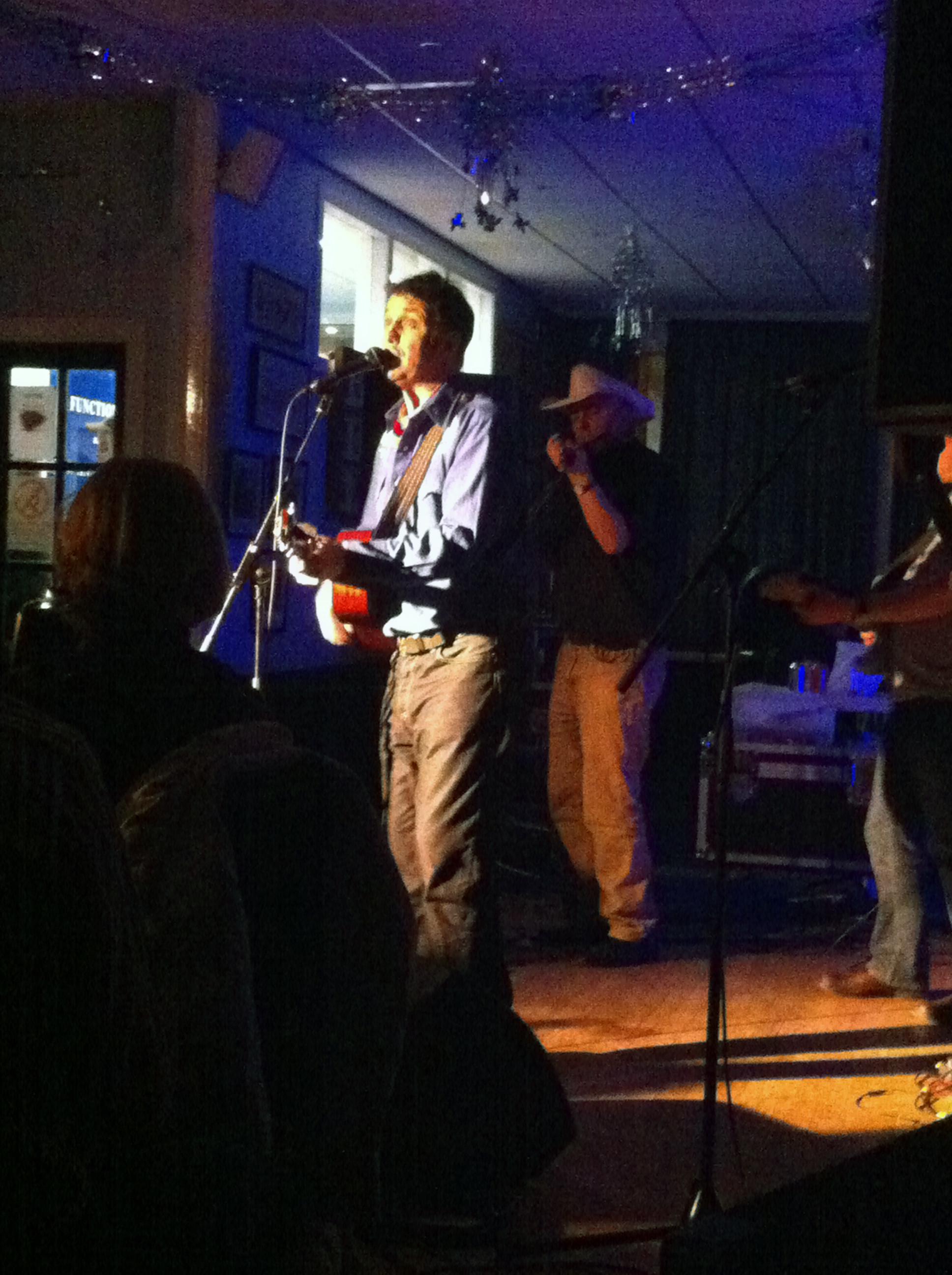
Martin Stephenson & the Daintees nel 2010 in concerto a Glasgow

### Album studio
| Anno | Titolo                  | Posizione in classifica |
| Anno | Titolo                  | UK                      |
| ---- | ----------------------- | ----------------------- |
| 1986 | Boat to Bolivia         | 85                      |
| 1988 | Gladsome, Humour & Blue | 39                      |
| 1990 | Salutation Road         | 35                      |
| 1992 | The Boy's Heart         | 68                      |
| 2008 | Western Eagle           | —                       |
| 2012 | California Star         | —                       |

### Raccolte
- 1993 - There Comes a Time - The Best Of...

### Live
- 2001 - Live in the 21st Century
- 2011 - Live at Town & Country Club, Camden Town 1990

### Singoli
| Anno | Titolo              | Posizione in classifica |
| Anno | Titolo              | UK                      |
| ---- | ------------------- | ----------------------- |
| 1986 | Boat to Bolivia     | 70                      |
| 1988 | Wholly Humble Heart | 81                      |
| 1990 | Left Us to Burn     | 85                      |
| 1992 | Big Sky New Light   | 71                      |